# Bolesław Wójtowicz
Bolesław Wójtowicz przybrane nazwisko Bolesław Malinowski, pseudonimy „Bolesław”, „Rogala” (ur. 1 marca 1908 w Latowiczu, zm. 4 kwietnia 1941 w KL Auschwitz) – major dyplomowany piechoty Wojska Polskiego. 

## Życiorys
W latach 1926–1929 był absolwentem Gimnazjum im. Władysława IV w Warszawie i Szkoły Podchorążych Piechoty w Ostrowi-Komorowie, a następnie został przydzielony do 79. pułku piechoty w którym kolejno był dowódcą plutonu, dowódcą plutonu ciężkich karabinów maszynowych, dowódcą plutonu szkoły podoficerskiej, dowódcą kompanii, dowódcą kompanii ciężkich karabinów maszynowych, zastępcą dowódcy Dywizyjnego Kursu Podchorążych Rezerwy Piechoty przy 79. pp oraz referentem WF. Od 1936 do 1938 był słuchaczem Wyższej Szkoły Wojennej w Warszawie, a po jej ukończeniu przydzielony został do sztabu 25. Dywizji Piechoty na stanowisko szefa Wydziału Operacyjnego, a później dowódcy Dywizyjnego Kursu Podchorążych Rezerwy Piechoty. W kampanii wrześniowej 1939 był oficerem operacyjnym 25. DP Armii „Poznań”. Uczestnik bitwy nad Bzurą, a później obrony Warszawy.
Podczas okupacji używał dokumentów na nazwisko Bolesław Malinowski. Był zatrudniony w Warszawie w Miejskim Zakładzie Aprowizacji Zarządu Miejskiego przy ul. Jasnej 5. Mieszkał przy ul. Matejki 6, a później przy Styki 20. W konspiracji należał do pierwszej grupy oficerów, którzy jeszcze przed kapitulacją Warszawy wstąpili do nowo utworzonej Służby Zwycięstwu Polski. Organizator i pierwszy szef Wydziału Wywiadu Ofensywnego w Oddziale II Dowództwa Głównego SZP-KG ZWZ. W końcu października 1940 został aresztowany w swoim biurze przy ul. Jasnej 5 i osadzony na Pawiaku, a następnie wywieziony do obozu koncentracyjnego w Oświęcimiu, gdzie 4 kwietnia 1941 zmarł.
We wrześniu 1939 roku został odznaczony Krzyżem Walecznych.